# Кузбасс (волейбольный клуб)
«Кузбасс» — российский мужской волейбольный клуб из Кемерова. Основан в 2008 году. Чемпион России (2018/19), обладатель Суперкубка России (2019).

## История

### 2008—2010. В высшей лиге «А»
Волейбольный клуб «Кузбасс» был образован весной 2008 года по инициативе холдинговой компании «Сибирский деловой союз», поддержанной губернатором Кемеровской области Аманом Тулеевым. По решению Всероссийской федерации волейбола клуб сразу был включён в высшую лигу «А» чемпионата России. Президентом «Кузбасса» стал первый заместитель губернатора Кемеровской области Валентин Мазикин, а исполнительным директором — мастер спорта по волейболу, коренной кемеровчанин Денис Матусевич.
В сезоне 2008/09 годов команду тренировал Андрей Воронков, её цвета защищали волейболисты с опытом игры в Суперлиге и высшей лиге «А», в числе которых были пришедшие из «Ярославича» Алексей Бардок и Виталий Избицкий, известные по выступлениям за новосибирский «Локомотив» и «Самотлор» Станислав Горбатюк и Сергей Ломако, экс-игрок МГТУ Вячеслав Кургузов, уфимец Сергей Матвеев, а также Евгений Хрищук из «Газпрома-Югры» и отыгравшие несколько лет в краснодарском ГУВД-«Динамо» Юрий Зинько и Михаил Щербаков. В Кемерово из уфимского «Урала-2» вернулся воспитанник местной спортшколы Павел Печёрский. После не слишком убедительного старта (7 поражений в 10 матчах) «Кузбасс» по ходу первенства высшей лиги «А» набрал обороты и завершил соревнование на призовом третьем месте.
В межсезонье главный тренер кемеровчан Андрей Воронков перешёл на работу в новосибирский «Локомотив» и новым наставником команды стал Дмитрий Фомин. «Кузбасс» сохранил в составе ключевых игроков, в том числе обоих связующих (Алексея Бардока и Сергея Акимова) и отметился «точечной» селекцией по другим позициям: в компанию к доигровщикам Зинько и Хрищуку добавились Александр Шадинов из «Ярославича» и серб Ненад Симеунович, сменщиком капитана команды Кургузова на позиции диагонального стал Вячеслав Кочуров из барнаульского «Университета», ряды блокирующих Щербакова и Избицкого пополнил Дмитрий Халоша из «Газпрома-Ставрополя», в пару к либеро Ломако заявили Евгения Галатова из «Югры-Самотлора». В чемпионате высшей лиги «А»-2009/10 «Кузбасс» занял 2-е место при равном количестве набранных очков с ГУВД-«Динамо» и завоевал право играть в сильнейшем дивизионе — Суперлиге.

### 2010—2011. Дебют в Суперлиге
Переход на новый уровень потребовал усиления состава и кемеровский клуб отметился высокой активностью на трансферном рынке. В команду пришли блокирующий сборной США, олимпийский чемпион 2008 года Дэвид Ли, связующий Дмитрий Багрей и диагональный Павел Мороз из МГТУ, капитан сборной Германии доигровщик Бьёрн Андрэ, блокирующий Константин Порошин из «Газпрома-Югры», либеро Виталий Евдошенко из «Урала» и другие известные игроки, по ходу сезона вместо диагонального Сергея Баранова был дозаявлен Андрей Ткаченко из «Динамо-Янтаря». В ноябре, уже после 4-го тура чемпионата страны, от работы с командой был отстранён Дмитрий Фомин и спустя непродолжительное время к тренерским обязанностям приступил Павел Борщ. 22 января 2011 года в Кемерове был открыт новый домашний зал «Кузбасса» — «Арена», вмещающая 2000 зрителей, а первым мероприятием, прошедшим в новом спорткомплексе, стал Матч звёзд Суперлиги. В конце февраля 2011 года из-за болезни Павла Борща к временному исполнению обязанностей главного тренера приступил исполнительный директор «Кузбасса» Денис Матусевич. Команда не смогла пробиться в плей-офф и вместе с ещё тремя аутсайдерами стала участником турнира за сохранение места в Суперлиге. В 12 матчах плей-аут «Кузбасс» одержал 10 побед, что позволило клубу сместить в зону вылета уфимский «Урал» и остаться участником сильнейшего дивизиона на следующий год.

### 2011—2012. Первый успех — финал Кубка
В июне 2011 года команду возглавил Юрий Панченко, ранее работавший в тренерском штабе «Локомотива-Белогорья», в команду были приглашены несколько новичков, в числе которых — связующий Константин Ушаков, ставший новым капитаном кемеровчан, и доигровщик сборной Франции Самуэль Туиа. В сезоне-2011/12 «Кузбасс» впервые в своей истории пробился в финал розыгрыша Кубка России, где уступил новосибирскому «Локомотиву». После первого круга регулярного первенства кемеровчане уверенно лидировали в зоне «Восток», пропустив вперёд только будущего чемпиона — казанский «Зенит». Вторая часть турнира «Кузбассу» не удалась: к началу финального этапа команда растеряла своё былое преимущество и после поражения в первом раунде плей-офф от краснодарского «Динамо» вновь приняла участие в розыгрыше плей-аут, по ходу которого Юрия Панченко на посту главного тренера сменил Денис Матусевич. Диагональный «Кузбасса» Павел Мороз стал самым результативным игроком чемпионата России и впервые в карьере получил вызов в национальную сборную.

### 2012—2016. Команда Матусевича
В чемпионате России-2012/13 кемеровчане под руководством Дениса Матусевича пробились в плей-офф, где выиграли серию у краснодарского «Динамо» и проиграли в 1/4 финала казанскому «Зениту». Сразу по окончании сезона было объявлено о назначении на должность главного тренера бывшего наставника сборной Камеруна Эрика Нгапета и существенном обновлении состава.
Летом 2013 года «Кузбасс» покинули 9 волейболистов, в том числе традиционно выходившие в стартовой шестёрке команды нападающие Павел Мороз, Самуэль Туиа и Бьёрн Андрэ, а также объявивший о завершении карьеры связующий Константин Ушаков. Осталась в Кемерове линия центральных блокирующих Михаил Щербаков — Константин Порошин и либеро Евгений Галатов, а новобранцами коллектива стали капитан сборной России связующий Сергей Макаров, шведский диагональный Маркус Нильссон, доигровщики Игорь Юдин и Эрвин Нгапет — сын нового главного тренера команды Эрика Нгапета, один из лидеров сборной Франции, который в разгар сезона неожиданно заявил о расторжении контракта. Его отец проработал до февраля и был уволен после серии из четырёх поражений, отбросивших «Кузбасс» на 13-е место в турнирной таблице. В очередной раз руководство командой взял на себя Денис Матусевич, а в её состав вернулся немецкий доигровщик Бьёрн Андрэ. Кемеровчане смогли выправить своё положение и решили задачу по выходу в плей-офф, в первом раунде которого их соперником уже традиционно — третий год подряд — стало краснодарское «Динамо». Судьба серии за выход в «Финал шести» решилась только в пятом матче в Краснодаре, и сибиряки вырвали победу, уступая со счётом 0:2 по сетам, отыграв два матчбола хозяев в четвёртой партии и взяв пятую — 17:15. В рамках «Финала шести» кемеровчане проиграли «Белогорью» и московскому «Динамо», а в матче за 5-е место в упорной борьбе уступили «Губернии».
После успешного сезона руководство «Кузбасса» не стало производить резких изменений: во главе команды остался Денис Матусевич, продолжили выступления за команду Сергей Макаров, Маркус Нильссон, Бьёрн Андрэ и Михаил Щербаков, а взамен покинувших её Константина Порошина, Игоря Юдина и Дмитрия Ковыряева были приглашены Александр Крицкий, Александр Мочалов и Хачатур Степанян. В конце декабря сибиряки снова сыграли в «Финале шести» — на сей раз Кубка России, но против всё тех же «Белогорья» и московского «Динамо», с которыми и на этот раз не совладали. В плей-офф чемпионата страны «Кузбасс» не смог одержать ни одной победы в четвертьфинальной серии против «Белогорья» и в утешительном полуфинале против «Локомотива», заняв в итоге восьмое место.
В сезоне-2015/16 кемеровская команда предстала с полностью обновлённой линия нападающих. Главные роли в атаке исполняли диагональные Максим Жигалов, Романас Шкулявичус и доигровщики Антон Карпухов, Максим Шпилёв, Сергей Никитин. Единственным легионером команды после ухода Маркуса Нильссона и Бьёрна Андрэ стал финский либеро Лаури Керминен. «Кузбасс» повторил прошлогодний результат в чемпионате России, заняв 8-е место. Концовку сезона команда провела без своего главного тренера — в ночь с 1 на 2 апреля Денис Матусевич получил тяжёлую черепно-мозговую травму после удара охранника одного из ночных клубов Кемерова. В мае руководство «Кузбасса» подписало однолетний контракт с наставником сборной Финляндии Туомасом Саммелвуо, в январе 2017 года соглашение было продлено ещё на 5 лет.

### 2016—2019. Саммелвуо: прорыв на вершину
В сезоне-2016/17 «Кузбасс» вошёл в лидирующую группу команд чемпионата России. Список самых результативных игроков предварительного этапа первенства, который кемеровчане завершили на 5-й позиции, возглавил 21-летний диагональный Виктор Полетаев, перешедший в «Кузбасс» на правах аренды из казанского «Зенита». Большую игровую практику в новом клубе получил его ровесник, связующий Павел Панков, а одним из основных блокирующих наряду с Михаилом Щербаковым стал Николай Апаликов. В конце регулярного чемпионата из-за травмы Полетаева ряды «Кузбасса» также пополнили Алексей Евсеев и финн Олли-Пекка Оянсиву, но потеря основного диагонального стала одной из главных причин неудачи в матчах плей-офф за выход в «Финал шести», в которых подопечные Туомаса Саммелвуо с результатом 1—2 уступили «Газпрому-Югре».
Перед началом сезона-2017/18 Павла Панкова в составе «Кузбасса» заменил Игорь Кобзарь, а выступавшего за команду с момента её основания Михаила Щербакова — украинский блокирующий Дмитрий Пашицкий. Также клуб подписал контракты с Дмитрием Ильиных, Ярославом Подлесных и Виталием Васильевым. Несмотря на то, что травмы надолго вывели из строя олимпийских чемпионов Апаликова и Ильиных, а также доигровщика Сергея Никитина, «Кузбасс» смог добиться высоких результатов. Из сильной полуфинальной группы подопечные Туомаса Саммелвуо вышли в «Финал четырёх» Кубка России, где со счётом со счётом 3:0 победили принимавшее решающую стадию турнира «Белогорье», а в финальном матче навязали невероятную по накалу борьбу казанскому «Зениту», но всё же не смогли завоевать трофей — 2:3. В чемпионате Суперлиги «Кузбасс» впервые в истории пробился в четвёрку сильнейших. В первом раунде плей-офф сибиряки вновь огорчили «Белогорье», не позволив сопернику взять ни одной партии за два матча — даже первый сет кемеровского поединка, в котором «Кузбасс» уступал 16:23 и 19:24. Дальнейший путь команды Саммелвуо осложнился проблемами со здоровьем Виктора Полетаева, пропустившего ряд матчей из-за отравления и травмы бедра. В полуфинальной серии кемеровчане проиграли казанскому «Зениту», а в поединках за бронзу — московскому «Динамо». В июле 2018 года игроки «Кузбасса» Антон Карпухов, Игорь Кобзарь и Виктор Полетаев в составе сборной России стали победителями Лиги наций.
С минимальными изменениями в составе «Кузбасс» входил в сезон-2018/19. Великолепно сыгранная команда Саммелвуо, отличающаяся прежде всего цепкой защитой и быстрой игрой в атаке, заняла второе место в регулярном чемпионате России и имела шанс в год дебюта на евроарене пробиться в решающие матчи Кубка CEV, но уступила в золотом сете ответного полуфинального поединка турецкому «Галатасараю». В плей-офф Суперлиги «Кузбасс» последовательно обыграл московское «Динамо» и петербургский «Зенит», а в финальной серии со счётом 3—1 взял верх над «Зенитом» из Казани. Традиционно выходившие в стартовом составе связующий Игорь Кобзарь, диагональный Виктор Полетаев, доигровщики Ярослав Подлесных и Антон Карпухов, блокирующие Дмитрий Пашицкий и Инал Тавасиев, либеро Лаури Керминен, вернувшийся в Кемерово старожил команды Михаил Щербаков, а также Виталий Васильев, Иван Демаков, Семён Дмитриев, Егор Кречетов, Сергей Никитин и Александр Моисеев выиграли первое для «Кузбасса» золото чемпионата России и прервали гегемонию казанского клуба, побеждавшего пять сезонов подряд. Виктор Полетаев стал самым результативным игроком Суперлиги-2018/19.

### 2019—2024. Нестабильность
1 марта 2019 года, за два месяца до сенсационной победы в чемпионате страны, Туомас Саммелвуо возглавил сборную России, а в межсезонье разорвал действующий контракт с «Кузбассом» и перешёл в петербургский «Зенит». В сезоне-2019/20 главным тренером команды был румынский специалист Георге Крецу. «Кузбасс» сохранил свой чемпионский состав и дополнительно укрепил линию доигровщиков опытным Евгением Сивожелезом. 9 ноября 2019 года, одержав на своей площадке победу над казанским «Зенитом», кемеровчане завоевали Суперкубок России, однако перед Новым годом уступили этому же сопернику в Москве в полуфинальном матче Кубка страны. В том же сезоне «Кузбасс» дебютировал в Лиге чемпионов. Заняв 2-е место в группе, команда Крецу вышла в 1/4 финала, где по сумме двух матчей обыграла польский клуб ЗАКСА, но в дальнейшем розыгрыш турнира был остановлен из-за пандемии COVID-19. В чемпионате России «Кузбасс» в соответствии с результатами регулярного первенства занял 3-е место.
В сезоне-2020/21 игрой кемеровских волейболистов руководил Алексей Вербов. Клуб покинули сразу три игрока стартовой шестёрки — Виктор Полетаев, Дмитрий Пашицкий и Ярослав Подлесных, но при этом «Кузбасс» подписал диагонального сборной Италии Ивана Зайцева. В новом розыгрыше Лиги чемпионов команда не смогла выйти из группы, а в чемпионате России вновь рассчитывала на медали, став второй в регулярном сезоне и возглавив свою группу в «Финале шести», однако в полуфинальном матче уступила петербургскому «Зениту», а в игре за 3-е место — новосибирскому «Локомотиву».
До начала сезона-2021/22 «Кузбасс» покинул ещё один ключевой игрок чемпионской команды — связующий Игорь Кобзарь, заменить которого был призван олимпийский чемпион Александр Бутько. Алексея Вербова на посту главного тренера сменил хорват Игорь Юричич. В чемпионате России команда, во многом из-за череды травм, не смогла составить конкуренцию лидерам и заняла лишь 7-е место.
7 декабря 2022 года «Кузбасс» провёл первый матч на новой 7-тысячной «Кузбасс-Арене». Под руководством Алексея Бабешина команда стала шестой в регулярном чемпионате, но не прошла в четвертьфинал, проиграв в стыковых матчах нижегородскому АСК. В феврале 2024 года у «Кузбасса» вновь сменился главный тренер. На эту должность был назначен наставник молодёжной команды Сергей Троцкий.

## Результаты выступлений

### Чемпионат России
В высшей лиге «А» «Кузбасс» провел 92 матча, из которых 66 выиграл и 26 проиграл. В Суперлиге за 15 сезонов команда сыграла 459 матчей, одержав 252 победы и потерпев 207 поражений.
| Сезон   | Лига                 | Место | И  | В  | П  | С/П    | Главный тренер                             |
| ------- | -------------------- | ----- | -- | -- | -- | ------ | ------------------------------------------ |
| 2008/09 | Высшая лига «А» (II) | 3-е   | 48 | 31 | 17 | 109:78 | Андрей Воронков                            |
| 2009/10 | Высшая лига «А» (II) | 2-е   | 44 | 35 | 9  | 113:49 | Дмитрий Фомин                              |
| 2010/11 | Суперлига (I)        | 10-е  | 34 | 17 | 17 | 63:67  | Дмитрий Фомин, Павел Борщ, Денис Матусевич |
| 2011/12 | Суперлига (I)        | 12-е  | 28 | 15 | 13 | 57:53  | Юрий Панченко, Денис Матусевич             |
| 2012/13 | Суперлига (I)        | 8-е   | 32 | 13 | 19 | 52:76  | Денис Матусевич                            |
| 2013/14 | Суперлига (I)        | 6-е   | 30 | 15 | 15 | 57:58  | Эрик Нгапет, Денис Матусевич               |
| 2014/15 | Суперлига (I)        | 8-е   | 31 | 14 | 17 | 52:63  | Денис Матусевич                            |
| 2015/16 | Суперлига (I)        | 8-е   | 26 | 13 | 13 | 53:55  | Денис Матусевич                            |
| 2016/17 | Суперлига (I)        | 7-е   | 29 | 17 | 12 | 60:48  | Туомас Саммелвуо                           |
| 2017/18 | Суперлига (I)        | 4-е   | 32 | 17 | 15 | 65:59  | Туомас Саммелвуо                           |
| 2018/19 | Суперлига (I)        | 1-е   | 34 | 28 | 6  | 87:33  | Туомас Саммелвуо                           |
| 2019/20 | Суперлига (I)        | 3-е   | 19 | 15 | 4  | 47:24  | Георге Крецу                               |
| 2020/21 | Суперлига (I)        | 4-е   | 30 | 24 | 6  | 78:41  | Алексей Вербов                             |
| 2021/22 | Суперлига (I)        | 7-е   | 28 | 12 | 16 | 51:59  | Игорь Юричич                               |
| 2022/23 | Суперлига (I)        | 9-е   | 32 | 18 | 14 | 62:54  | Алексей Бабешин                            |
| 2023/24 | Суперлига (I)        | 7-е   | 42 | 22 | 20 | 88:83  | Алексей Бабешин, Сергей Троцкий            |
| 2024/25 | Суперлига (I)        | 8-е   | 32 | 12 | 20 | 59:69  | Сергей Троцкий                             |

### Кубок России
«Кузбасс» принимал участие в 16 розыгрышах Кубка России, в которых провёл 176 матчей, одержав 117 побед и потерпев 59 поражений.
| Сезон | Место                      | И  | В  | П | С/П   | Главный тренер   |
| ----- | -------------------------- | -- | -- | - | ----- | ---------------- |
| 2009  | 4-е в полуфинальной группе | 14 | 7  | 7 | 26:25 | Дмитрий Фомин    |
| 2010  | 3-е в полуфинальной группе | 13 | 8  | 5 | 28:20 | Дмитрий Фомин    |
| 2011  | финал                      | 17 | 12 | 5 | 38:26 | Юрий Панченко    |
| 2012  | 4-е в зональном турнире    | 8  | 4  | 4 | 17:13 | Денис Матусевич  |
| 2013  | 4-е в зональном турнире    | 8  | 4  | 4 | 17:16 | Эрик Нгапет      |
| 2014  | 3-е в финальной группе     | 15 | 11 | 4 | 35:19 | Денис Матусевич  |
| 2015  | 3-е в полуфинальной группе | 3  | 1  | 2 | 5:6   | Денис Матусевич  |
| 2016  | 2-е в полуфинальной группе | 11 | 8  | 3 | 25:14 | Туомас Саммелвуо |
| 2017  | финал                      | 11 | 8  | 3 | 27:15 | Туомас Саммелвуо |
| 2018  | полуфинал                  | 12 | 8  | 4 | 28:18 | Туомас Саммелвуо |
| 2019  | полуфинал                  | 14 | 11 | 3 | 36:12 | Георге Крецу     |
| 2020  | 2-е в полуфинальной группе | 10 | 9  | 1 | 29:11 | Алексей Вербов   |
| 2021  | 2-е в полуфинальной группе | 11 | 8  | 3 | 27:17 | Игорь Юричич     |
| 2022  | 3-е в полуфинальной группе | 9  | 6  | 3 | 21:13 | Алексей Бабешин  |
| 2023  | 1/4 финала                 | 10 | 7  | 3 | 22:12 | Алексей Бабешин  |
| 2024  | полуфинал                  | 10 | 5  | 5 | 18:22 | Сергей Троцкий   |

### Еврокубки
| Сезон   | Результат                     | И | В | П | С/П   | Главный тренер   |
| ------- | ----------------------------- | - | - | - | ----- | ---------------- |
| 2018/19 | полуфинал Кубка CEV           | 8 | 7 | 1 | 22:8  | Туомас Саммелвуо |
| 2019/20 | полуфинал Лиги чемпионов      | 8 | 5 | 3 | 19:13 | Георге Крецу     |
| 2020/21 | групповой этап Лиги чемпионов | 6 | 2 | 4 | 8:14  | Алексей Вербов   |
| 2021/22 | четвертьфинал Кубка CEV       | 6 | 4 | 2 | 13:9  | Игорь Юричич     |

## Достижения
- Чемпион России — 2018/19.
- Бронзовый призёр чемпионата России — 2019/20.
- Финалист Кубка России — 2011, 2017.
- Обладатель Суперкубка России — 2019.
- Обладатель Кубка Сибири и Дальнего Востока — 2018.
- Полуфиналист Кубка CEV — 2018/19.
- Полуфиналист Лиги чемпионов — 2019/20.

## Капитаны команды
- 2008/09—2009/10 — Вячеслав Кургузов
- 2010/11 — Алексей Бардок
- 2011/12—2012/13 — Константин Ушаков
- 2013/14—2017/18 — Сергей Макаров
- 2018/19—2020/21 — Игорь Кобзарь
- 2021/22—2022/23 — Михаил Щербаков
- 2023/24 — Александр Маркин
- С 2024 — Роман Пакшин

## Чемпионы страны в составе «Кузбасса»
- 2019: Виталий Васильев, Иван Демаков, Семён Дмитриев, Антон Карпухов, Лаури Керминен, Игорь Кобзарь, Егор Кречетов, Александр Моисеев, Сергей Никитин, Дмитрий Пашицкий, Ярослав Подлесных, Виктор Полетаев, Инал Тавасиев, Михаил Щербаков. Главный тренер — Туомас Саммелвуо.

## Сезон-2024/25

### Переходы
- Пришли: связующий Игорь Коваликов, диагональные Егор Сиденко (оба — «Нефтяник») и Кирилл Супрунов (МГТУ), доигровщик Илья Морозов («Павлодар», Казахстан), центральные блокирующие Давид Фиэль («Шахтёр», Белоруссия), Александр Ткачёв («Нефтяник»), Арсений Воронов («Академия-Казань»), либеро Роман Брагин («Белогорье»).
- Ушли: связующий Слави Костадинов («Зенит» Санкт-Петербург), диагональные Душан Петкович («Гроттаццолина», Италия) и Дмитрий Яковлев («Замалек», Египет), доигровщик Кирилл Фиалковский, центральные блокирующие Инал Тавасиев, Алексей Лобызенко (ПАОК, Греция), Андрей Ткаченко, Денис Черейский («Зенит» Санкт-Петербург), либеро Валентин Голубев («Белогорье»).

### Состав команды
| №                       | Имя                     | Год рождения            | Рост                    |                         |                         |
| Центральные блокирующие | Центральные блокирующие | Центральные блокирующие | Центральные блокирующие | Центральные блокирующие | Центральные блокирующие |
| ----------------------- | ----------------------- | ----------------------- | ----------------------- | ----------------------- | ----------------------- |
| 3                       | Александр Ткачёв        | 1991                    | 201                     |                         |                         |
| 9                       | Арсений Воронов         | 1999                    | 203                     |                         |                         |
| 13                      | Давид Фиэль             | 1993                    | 206                     |                         |                         |
| 21                      | Илья Юльмухаметов       | 2004                    | 203                     |                         |                         |
| Связующие               |                         |                         |                         |                         |                         |
| 1                       | Игорь Коваликов         | 1995                    | 197                     |                         |                         |
| 11                      | Егор Кречетов           | 1999                    | 188                     |                         |                         |
| Диагональные            |                         |                         |                         |                         |                         |
| 16                      | Кирилл Супрунов         | 1998                    | 203                     |                         |                         |
| 18                      | Егор Сиденко            | 1999                    | 204                     |                         |                         |

| №                               | Имя               | Год рождения | Рост        |             |             |
| Доигровщики                     | Доигровщики       | Доигровщики  | Доигровщики | Доигровщики | Доигровщики |
| ------------------------------- | ----------------- | ------------ | ----------- | ----------- | ----------- |
| 8                               | Роман Пакшин      | 1998         | 203         |             |             |
| 10                              | Александр Маркин  | 1990         | 197         |             |             |
| 17                              | Илья Морозов      | 2002         | 198         |             |             |
| 28                              | Аспарух Аспарухов | 2000         | 200         |             |             |
| Либеро                          |                   |              |             |             |             |
| 7                               | Роман Брагин      | 1987         | 187         |             |             |
| 19                              | Михаил Каштанов   | 2003         | 180         |             |             |
| Главный тренер — Сергей Троцкий |                   |              |             |             |             |
| Тренер — Юрий Зинько            |                   |              |             |             |             |

## Молодёжная команда
Молодёжная команда «Кузбасс»-2 — участник всех чемпионатов Молодёжной волейбольной лиги с момента её создания. Лучший результат — 5-е место в сезонах 2016/17, 2022/23, 2023/24. Серебряный (2018) и бронзовый (2023) призёр Кубка Молодёжной лиги. Главный тренер команды — Дмитрий Ишков.

## Арены
- «Кузбасс-Арена» (Притомский проспект, 10) на 7500 зрителей — с декабря 2022 года.
- Спортивно-развлекательный комплекс «Арена» (улица Гагарина, 124) на 3000 зрителей — с января 2011 года.

Ранее команда выступала в спортивно-реабилитационном центре Кемеровской службы спасения и спорткомплексе «Горняк».